# Eunymphicus
A szarvaspapagáj (Eunymphicus) a madarak osztályának papagájalakúak (Psittaciformes) rendjébe a szakállaspapagáj-félék (Psittaculidae) családjába tartozó nem.

## Rendszerezésük
A  nembet James Lee Peters írta le 1937-ben, az alábbi 1 vagy 2 faj tartozik ide:
- Kaledón szarvaspapagáj (Eunymphicus cornutus), korábbi nevén agancsos papagáj
- Ouveai szarvaspapagáj (Eunymphicus uvaeensis)[1] vagy 	Eunymphicus cornutus uvaeensis[2]

## Külső hivatkozás
- Képek az interneten a nembe tartozó fajokról